# 刑事フォイル
『刑事フォイル』（けいじフォイル、原題：Foyle's War）は、2002年からITVで放送された、第二次世界大戦中から戦後を舞台とした、イギリスの刑事ドラマ。作家で脚本家のアンソニー・ホロヴィッツが製作から携わっている。2015年放送の第8シリーズを以て終了した。
日本ではAXNミステリーで全話の字幕スーパー版が放送された。NHK BSプレミアムでは1エピソードを前後編に分けた日本語吹替え版を、第4シリーズパート1第2話(通算14話目)までの全28回で、2015年8月30日から2016年3月20日にかけて、また第4シリーズパート2第1話(通算15話目)から第5シリーズ第3話(19話目)までの5話が同じく全10回として2017年1月8日から3月12日にかけて放送された。第三期となる20話目から28話目(最終)は2019年4月6日から6月1日までNHK BSプレミアムで放送された。第三期は前後編に分けず、二期まで行われていた一週間以内の再放送が無い代わり、一時間半の放送枠が設けられ1エピソードを1回で放送された。
2025年にはBS8Kで2月3日から3月12日まで（BSプレミアム第一期、第二期相当回は2話連続）、4月3日からは毎週木曜夕方5時、BSプレミアム4Kで放送中である。

## 概要
最初の6シリーズ（AXNミステリーでは第7シーズン、第22話まで）は、第二次世界大戦中のイングランドのヘイスティングスを舞台に、クリストファー・フォイル警視正（マイケル・キッチン）が、専属運転手のサマンサ（サム）・スチュアート（ハニーサックル・ウィークス）とポール・ミルナー巡査（アンソニー・ハウエル）の助けを借りながら、戦争の混乱を巧みに利用し逃げる犯罪者を捕えようと奮闘する。第7シリーズ（AXNミステリーでは第8シーズン、通算第23話-第25話)からは、フォイルはMI5に勤めて冷戦下の防諜活動に従事する。
妻を亡くしているフォイルは物静かで几帳面、理知的かつ誠実で正直だが、敵を甘く見ることもままある。扱う事件は主に、戦争による不当利得者、ブラックマーケット、殺人にかかわるものなどである。イギリス軍や諜報部の高官らと度々対立することもあるが、フォイル自身は全く気にかけず、正義を追求することに固執する。

## キャスト
| 役名                                        | 役柄                                                      | エピソード         | 俳優                                                                        |
| ------------------------------------------- | --------------------------------------------------------- | ------------------ | --------------------------------------------------------------------------- |
| クリストファー・フォイル Christopher Foyle  | ヘイスティングズ署の警視正→保安局（S.7 - 8）              | 1 - 28             | マイケル・キッチン[声：山路和弘]                                            |
| サマンサ・スチュアート Samantha Stewart     | フォイルの専属運転手→保安局（S.7 - 8）                    | 1 - 28             | ハニーサックル・ウィークス[声：山根舞]                                      |
| ポール・ミルナー Paul Milner                | ヘイスティングズ署の巡査部長（S.1 - 5）→警部（S.6）       | 1 - 20, 22         | アンソニー・ハウエル[声：川島得愛]                                          |
| アンドリュー・フォイル Andrew Foyle         | フォイルの息子 イギリス空軍のパイロット→株の仲買人（S.8） | 1, 4, 6, 8, 10, 19 | ジュリアン・オヴェンデン[声：福田賢二]                                      |
| アダム・ウェインライト Adam Wainwright      | サマンサの友人、後に夫→国会議員（S.7 - 8）                | 20 - 28            | マックス・ブラウン（S.6） ダニエル・ウェイマン（S.7 - 8）                   |
| ヒルダ・ピアース Hilda Pierce               | 保安局 特殊作戦執行部（S.7 - 8）                          | 7, 9, 19, 23 - 28  | エリー・ハディントン[声：宮寺智子]                                          |
| アーサー・バレンタイン Arthur Valentine     | 保安局の古株                                              | 23 - 28            | ティム・マクマラン[声：大塚芳忠]                                            |
| サー・アレック・マイアソン Sir Alec Myerson | 保安局 長官                                               | 24 - 28            | ルパート・ヴァンジッタート[声：壤晴彦]                                      |
| ヒュー・リード Hugh Reid                    | 警視                                                      | 2 - 4              | マイケル・シムキンズ[声：世古陽丸]                                          |
| ジェーン・ミルナー Jane Milner              | ミルナーの最初の妻                                        | 2, 3, 5, 15        | マリ・ハリーズ[声：大坂史子]                                                |
| フィッシャー Fisher                         | 巡査                                                      | 2, 4               | ファーガス・ウェブスター                                                    |
| エリック・リバース Eric Rivers              | 巡査部長                                                  | 5, 7, 9, 10, 12    | ジェフリー・フレッシュウォーター[声：北川勝博]                              |
| ターナー Turner                             | イギリス空軍 中佐 アンドリューの上官                      | 6, 10              | マーティン・ターナー[声：中博史]                                            |
| アリステア・ローズ Alistair Rose            | 警視正                                                    | 8, 12              | コリン・レッドグレイヴ [声：長克巳]                                         |
| パーキンス Perkins                          | 市民防衛組織ARPの長                                       | 12, 15             | トニー・ターナー [声：伝坂勉]                                               |
| イアン・ブルック Ian Brooke                 | 巡査部長                                                  | 13 - 19            | ジェイ・シンプソン[声：粟野志門]                                            |
| ジョー・ファーネッティ Joe Farnetti         | サムのボーイフレンド 米軍兵                               | 13, 14             | ジョナ・ロータン[声：加瀬康之]                                              |
| イーディス・アシュフォード Edith Ashford    | ミルナーのガールフレンド→ミルナーの2番目の妻              | 14, 15, 19, 20     | キャロライン・マーティン（S.4）[声：林真里花] ポリー・メイバリー（S.5 - 6） |
| オーブリー・スチュアート Aubrey Stewart     | サマンサのおじ 牧師                                       | 9, 17              | ブライアン・ポイザー[声：山野史人]                                          |
| ジョン・キーファー John Kiefer              | フォイルの友人 米軍大尉→少佐                              | 13, 19             | ジェイ・ベネディクト [声：菅生隆之]                                         |

## 登場人物
- クリストファー・フォイル
  - 演 - マイケル・キッチン、声 - 山路和弘
  - ヘイスティングス署の警視正で、鋭い洞察力と揺るぎ無い信念の持ち主。家族は、妻のロザリンドと息子のアンドリューだが、ロザリンドは1932年に亡くなっており、それ以降長いことやもめである。アンドリューは、戦時中は空軍にパイロットとして在籍したが、戦後は視力の悪化により除隊している。劇中には登場しないが、父親も警察官であった。
  - シリーズ1と2では、戦争省への転属をしばしば願い出るが、その後は捜査の仕事も戦争の遂行にとって重要であると考え直し、転属を諦めるようになる。
  - 戦争中であっても殺人事件の被害者は無視されるべきではないという考えを持つ。通算第1話でドイツ人の女性が殺害された事件でも、「殺されてもいい人間がいるという考えを持つのなら、ナチスと同じだ」という思いを解決後にサムに語っている。ただ、こうした姿勢がドイツ軍の攻撃で恋人を亡くした青年に批判されたこともある（同じく通算第1話より）。
  - 高い道徳心を持ち、どのような相手であっても決して紳士的な態度を崩さずに接する。この時代の男性としては開明的であり、アンドリューの同性愛の友人にも同情を示し、自殺未遂を訴追することを好まない[注 2]。また、左翼的な人物を思想によって虐げることも好まない。ヘイスティングスでアメリカ軍の白人兵士と黒人兵士の間に緊張が高まった時にも、一時的な人種隔離に反対する。人命を尊重し、妊婦の殺人は二人分の殺人に等しいという考えを持つ。
  - 同僚に対しては誠実であり、同僚からも同様の誠実さを期待する。ミルナーが同僚でなくなった後に無礼な態度を見せた時には批判するがすぐに赦す。ミルナーが別居中の妻殺しを疑われた時には、ミルナーの無実を信じ、サムに対しては、彼女が空襲で住む場所を失った際、一時的に自宅に泊めるなど、父親のような配慮を見せる。
  - 趣味はフライ・フィッシングであり、戦争中には食料不足を補う。ゴルフはそれほど上手くはないが、アンドリューやリード警視正と回ることが多い。カメオ出演やゲスト出演の登場人物がしばしば一緒にプレーし、重要な情報の交換の場となる。
  - 第一次大戦に3年間従軍し、多くの敵兵士を殺した経験がある。第二次大戦の終戦後、第一次大戦で負傷した際に自身の手当てをしてくれた篤志看護婦の息子である青年が、大逆罪で処刑されるというニュースを耳にし、真相を解明して彼を救い出した（通算第22話）[注 3]。
  - シリーズを通して辞職を繰り返している。1度目はシリーズ4パート2(AXNミステリーではシーズン5)の最後の通算第16話で、戦争遂行のためという官僚の干渉によって殺人の捜査が終結させられた時に辞職する。その後、シリーズ5(AXNミステリーではシーズン6)の第17話で後任の警視正が殺されたために、上司の警視監から復帰を懇願されたことで、約1年ぶりに職務に復帰する。戦後にも引退するが、複雑な事件に巻き込まれた時に復帰する。シリーズ6（シーズン7）の最後第22話では、後任の警視正が決まったことで再び退職する。
  - 警察を退職後、戦争中に政治的な理由で未解決となった事件（第2シリーズ通算第5話）に決着をつけるために、アメリカ行きの船に乗っているが、この事件で犯人だった人物は自殺したため、逮捕はかなわなかった[注 4]。シリーズ7（シーズン8）の初め第23話ではイギリスに戻り、MI5に勤め、労働党の政治家と結婚したサムが下級職員として同僚になる。

- サマンサ・スチュアート（結婚後は、サマンサ・ウェインライト）
  - 演 - ハニーサックル・ウィークス（英語版）、声 - 山根舞
  - 戦争が始まった時、陸軍の自動車化輸送軍団（英語版）[注 5]に加わるが、警察の人員不足を補うために運転手として転属され、運転できないフォイルの運転手となる[注 6]。警察の仕事に熱意を見せ、当初フォイルが「捜査の話には加わるべきではない」と言ったにもかかわらず、しばしば進んで助言してフォイルとミルナーを助ける。シリーズが進むにつれて、重大な事柄を立ち聞きし、その結果捜査の頼りにされるようになる。シリーズ5(AXNミステリーではシーズン6)冒頭の通算第17話では、フォイルの辞職に伴って警察を去り、空軍省の施設である「ビバリーロッジ」で仕事をしていたが、フォイルの復職後に再び運転手として戻る。
  - 食欲が旺盛であり、戦中及び戦後の食糧不足はユーモアを伴うテーマの一つとなっている。また、よくフォイルと食事を共にし、証拠品の七面鳥を欲しがることもある。何度か秘書として職を得ているがタイピングは苦手(辞職し回顧録執筆に挑んだフォイルがサムに口述を頼んだ挙句、執筆を断念した)。また自動車の部品に関する知識が事件解決の突破口を開いた事もあるが、自動車の修理自体は上手くないようである。
  - 父イアンと全ての叔父たちは、イングランド国教会の牧師である。イアンはヘイスティングスを一度訪れ、サムを心配して家に連れ戻そうとするが、警察の仕事が重要であることを理解して諦めている。フォイルが「丘の家」の捜査をした際には、近くに住む叔父のオーブリーの家に滞在する。
  - アンドリューと親しくなり恋愛関係になるものの、反対を恐れてフォイルから関係を隠す。アンドリューが戦争の記憶に苦しむ時には救いの手を差し伸べるが、シリーズ4でアンドリューと別れ、アメリカ人の兵士であるジョン・ファーネッティと恋愛関係となる。ジョンのプロポーズは断るが、二人の関係はノルマンジー上陸作戦の後まで続いている。シリーズ5（シーズン6、第19話）でアンドリューとの関係が復活するように見えるが成就することはなく、アンドリューは戦後ロンドンで暮らしている。
  - シリーズ6の冒頭（シーズン7、第20話）では裕福な芸術家のハウスキーパーとなっていたが、この芸術家が殺害されたため、その後はロンドンで知り会った下宿経営者・アダムのもとで働くようになり、通算第22話でアダムにプロポーズされ、結婚することとなった。
  - アダムの下宿屋はガス爆発で倒壊し、その後は原子力研究所に所属する教授の秘書となっていたが、フォイルがMI5に勤めてからは再び彼の運転手となった。

- ポール・ミルナー
  - 演 - アンソニー・ハウエル（英語版）、声 - 川島得愛
  - 戦前は警官であったが、志願して戦争に行き、ノルウェー戦で片方の足を失う。シリーズ1の最初のエピソードでは入院して落胆した様子を見せていたが、フォイルに警察に戻るよう勧められ[注 7]、戦争中はヘイスティングス署で働く。復職したての頃は杖を使って移動していたが、シリーズ1最終話以降は杖なしで移動できるほどに回復している。
  - カリスマ性のある政治家と親しくなって庇護を受け、政治家が殺人事件の容疑者となった時には判断を曇らせる。このことをフォイルに叱責された時、自分を戦傷者扱いしなかったのはこの政治家だけだったと弁解する。この政治家がミルナーを使って重要文書を盗み出そうとしていたことが判明し、ミルナーは辞職しようとするがフォイルが思いとどまらせる。シリーズ4パート2(AXNミステリーではシーズン5)最後の通算第16話でフォイルが辞職したため、シリーズ5(AXNミステリーではシーズン6)冒頭の通算第17話では新しい上司と折り合いが悪く転属を考えていたが、上司が殺されてフォイルが復帰したために思いとどまる。
  - 最初の妻であったジェインとの関係は、シリーズを通して悪化し、長い別居状態となる。その間に再会した幼なじみのイーディス・アッシュフォードと交際を始め、後に結婚する。シリーズ4パート2の通算第15話で、ジェインがある事件の真相に迫ったために殺された際には、容疑者として疑われたが[注 8]、後にこれはある事件で押収した食料を無断で持ち出そうとしたことを彼自身が咎めた同僚警察官の仕業であったことがわかり、疑いは晴れる。シリーズ5（シーズン6、第19話）の最後で、イーディスは娘を出産し、ウィンストン・チャーチル首相の妻にちなんでクレメンティンと名付けられる。
  - シリーズ6の冒頭（シーズン7、第20話）ではヘイスティング署を離れ、ブライトン地域を管轄する警部補に昇進している。フォイルとサムが絡む最初の事件を捜査する際、フォイル抜きで事件を解決したいと思うあまり、二人に対して無礼な態度を取ってしまったうえ、フォイルに礼儀知らずな言動をした部下の巡査を窘めなかったため、事件解決後にフォイルからこのことを非難されるが、深く謝罪したことで赦されている。通算第22話では、議員秘書の女性が殺害された事件を捜査する過程で、フォイルと共に再び合同捜査を行っている。

- アンドリュー・フォイル
  - 演 - ジュリアン・オヴェンデン（英語版）、声 - 福田賢二
  - クリストファー・フォイルの一人息子で、空軍少佐。開戦時は学生であったが空軍に志願。スコットランドで飛行訓練を受けた後、南部海岸に転属され、レーダー開発に加わる。バトル・オブ・ブリテンを体験する。シリーズ3では、多くの戦友を失った戦争体験からPTSDとなり、一時期は未許可で離隊する。理解ある上官のターナー中佐によって将校訓練部隊に転属させられ、同時に大尉に昇格する。
  - シリーズ2でガールフレンドと一緒のシーンがあるが、長続きはしない。一時期、シリーズ3で訓練士官としてデブデンに駐留した時はサムと恋愛関係となるが、転属された後に別離の手紙を書き、関係は終わる。次に少佐に昇進してマルタに配属となるが、病気で視力が悪化して帰国させられる。その後、シリーズ5の最後（シーズン6、第19話）まで姿は見られない。サムに冷たい仕打ちをしたことを詫び、よりを戻そうとし、サムの心も雪解けし始める。だがシリーズ6(シーズン7)では、サムはアダム・ウェインライトと恋仲となり、後に彼の妻となる。
  - アンドリューは戦後のエピソードでは登場していないが、シリーズ7では「ロンドンで元気にやっている」と父フォイルの口から語られ、シリーズ8ではシティで働いているとされる。

- アダム・ウェインライト
  - 演 - マックス・ブラウン（シーズン7）、ダニエル・ウェイマン（シーズン8,9）、声 - 小松史法
  - ヘイスティングズにある下宿屋「ヒルハウス」の経営者。ロンドン滞在中、フォイルの事件捜査に協力していたサムと出会い、友人となる。戦時中はブレッチリー・パークで暗号解読の任務に就いていたため、前線に出たことはなかった。滞在していたホテルで、ロシア人戦争捕虜が脱走した事件の核心に迫ろうとしていたフォイルとサムを暗殺するために陸軍省の幹部に送り込まれた狙撃手の撃った銃弾が、運悪く腕に当たってしまい負傷する。その後、見舞いに来たサムから下宿屋を手伝うと告げられ、以後はサムと共に下宿屋の経営をすることとなる。
  - もともと下宿経営には乗り気でなく、経営をやめたがっていた。通算第22話ではヒルハウスの経営状態が悪化し、銀行のサポートを失う。ヘイスティングズ再開発の話が持ち上がったことを、ヒルハウスを手放すチャンスと捉えていたが、再開発では同時に、昔からある緑地も潰されることを知り、サムと共に再開発の反対運動を起こす。その過程で、再開発を強硬に進めようとしていた業者の1人に怪我をさせて逮捕されるが、すぐに釈放される。フォイルからはその行動を注意されるが、同時にこの緑地には遺跡があることを教えられ、調査した結果、丘の下にローマ時代の遺跡があることを突き止め、再開発はできないことを証明し、計画遂行を中止させることに成功する。
  - ヒルハウスはガス爆発によって倒壊したが、サムにプロポーズし、晴れて彼女と結婚、シーズン8で労働党の下院議員候補となり、議員に当選する。

## エピソード
| 話数 （通算） | タイトル                                 | 放送日         | 時代設定             | 脚本                                        | 監督                       | ゲスト |
| 第1シリーズ   | 第1シリーズ                              | 第1シリーズ    | 第1シリーズ          | 第1シリーズ                                 | 第1シリーズ                | 第1シリーズ |
| ------------- | ---------------------------------------- | -------------- | -------------------- | ------------------------------------------- | -------------------------- | --- |
| 第1話 （1）   | ドイツ人の女 The German Woman            | 2002年10月27日 | 1940年5月            | アンソニー・ホロヴィッツ                    | ジェレミー・シルバーストン | ロバート・ハーディ、ロザムンド・パイク、エドワード・フォックス、デヴィッド・ホロヴィッチ、ジョアンナ・カンスカ、アンドリュー・パウエル、ポール・パトナー、トム・シャドボン、サム・トラウトン、ジェームズ・マカヴォイ、フィリップ・ウィットチャーチ                                                                                         |
| 第2話 （2）   | 臆病者 The White Feather                 | 2002年11月3日  | 1940年5月・6月       | アンソニー・ホロヴィッツ                    | ジェレミー・シルバーストン | チャールズ・ダンス、マギー・スティード、ポール・ブルック、バーナード・ケイ、パトリック・ゴドフリー、イアン・ホッグ、トビアス・メンジーズ |
| 第3話 （3）   | 兵役拒否 A Lesson in Murder              | 2002年11月10日 | 1940年6月            | アンソニー・ホロヴィッツ                    | デヴィッド・サッカー       | アラン・コーデュナー、オリヴァー・フォード・デイヴィス、ダニー・ダイア、クリストファー・フォックス、ソフィア・マイルズ、デイヴィッド・テナント、エリオット・コーワン、シェリル・キャンベル、ジョン・シュラプネル |
| 第4話 （4）   | レーダー基地 Eagle Day                   | 2002年11月17日 | 1940年8月            | アンソニー・ホロヴィッツ                    | ジェレミー・シルバーストン | ヒュー・ロイド、アンソニー・カルフ、スティーヴン・ムーア、ロジャー・アラム、ナオミ・フレデリック |
| 第2シリーズ   |                                          |                |                      |                                             |                            | |
| 第1話 （5）   | 50隻の軍艦 Fifty Ships                   | 2003年11月16日 | 1940年9月            | アンソニー・ホロヴィッツ                    | ジャイルズ・フォスター     | クライヴ・メリソン、アマンダ・ルート、ジャニーン・デュヴィツキ、トム・ジョージソン、ジェフリー・チェイター、ニコラス・ル・プレヴォ、ヘンリー・グッドマン、ガイ・ヘンリー、ブライアン・ディック |
| 第2話 （6）   | エースパイロット Among the Few           | 2003年11月23日 | 1940年9月            | アンソニー・ホロヴィッツ                    | ジェレミー・シルバーストン | ダミアン・オヘア、クリスティーナ・コール、デヴィッド・トラウトン、ショーン・ベイカー、セリナ・カデル |
| 第3話 （7）   | 作戦演習 War Games                       | 2003年11月30日 | 1940年10月           | アンソニー・ホロヴィッツ マイケル・ラッセル | ジャイルズ・フォスター     | アラン・ハワード、エミリー・ブラント、クリストファー・ベンジャミン、イアン・レッドフォード、ティム・プリース、ローレンス・フォックス |
| 第4話 （8）   | 隠れ家 The Funk Hole                     | 2003年12月7日  | 1940年10月           | アンソニー・ホロヴィッツ                    | ジェレミー・シルバーストン | ジョアンナ・デヴィッド、ニコラス・ファレル、ジョナサン・タフラー |
| 第3シリーズ   |                                          |                |                      |                                             |                            | |
| 第1話 （9）   | 丘の家 The French Drop                   | 2004年10月24日 | 1941年2月            | アンソニー・ホロヴィッツ                    | ギャヴィン・ミラー         | ロナルド・ピックアップ、アンジェラ・ソーン、サミュエル・ウェスト、デボラ・フィンドレイ、ティモシー・カールトン、トニー・ヘイガース、リディア・レナード |
| 第2話 （10）  | 癒えない傷跡 Enemy Fire                  | 2004年10月31日 | 1941年2月            | アンソニー・ホロヴィッツ                    | ギャヴィン・ミラー         | ビル・パターソン、ピーター・ブライス、サイモン・ウッズ、ジョナサン・スリンガー、アレクサンドラ・モーエン |
| 第3話 （11）  | それぞれの戦場 They Fought in the Fields | 2004年11月7日  | 1941年4月            | ロブ・ヘイランド                            | ジェレミー・シルバーストン | ナイジェル・テリー、ジョー・アームストロング、ジェームズ・ウィルビー、アナトール・トーブマン、ポーラ・ジェニングス、トレヴァー・クーパー |
| 第4話 （12）  | 不発弾 A War of Nerves                   | 2004年11月14日 | 1941年6月            | アンソニー・ホロヴィッツ                    | ギャヴィン・ミラー         | ピーター・カパルディ、ピーター=ヒューゴ・デイリー、チャールズ・ペンバートン、デヴィッド・ウェストヘッド、デュガルド・ブルース・ロックハート、ジョアンナ・ホートン |
| 第4シリーズ   |                                          |                |                      |                                             |                            | |
| （パート1）   |                                          |                |                      |                                             |                            | |
| 第1話 （13）  | 侵略 Invasion                            | 2006年1月15日  | 1942年3月            | アンソニー・ホロヴィッツ                    | ギャヴィン・ミラー         | コーリイ・ジョンソン、ジェイ・ベネディクト、ゾーイ・タッパー、フィリップ・ジャクソン |
| 第2話 （14）  | 生物兵器 Bad Blood                       | 2006年1月22日  | 1942年8月            | アンソニー・ホロヴィッツ                    | ジェレミー・シルバーストン | ケネス・コリー、ロイ・マースデン、フィリップ・フランクス、ガウン・グレインジャー |
| （パート2）   |                                          |                |                      |                                             |                            | |
| 第1話 （15）  | クリスマスの足音 Bleak Midwinter         | 2007年2月11日  | 1942年12月           | アンソニー・ホロヴィッツ                    | ギャヴィン・ミラー         | ロン・クック、リズ・フレイザー、ジョン・ネトルトン、ジョン・ケイン |
| 第2話 （16）  | 戦争の犠牲者 Casualties of War           | 2007年4月15日  | 1943年3月            | アンソニー・ホロヴィッツ                    | トリストラム・パウエル     | マイケル・ジェイストン、ハリー・イーデン、アビゲイル・クラッテンデン |
| 第5シリーズ   |                                          |                |                      |                                             |                            | |
| 第1話 （17）  | 疑惑の地図 Plan of Attack                | 2008年1月6日   | 1944年4月            | アンソニー・ホロヴィッツ                    | トリストラム・パウエル     | フィオナ・グラスコット、マーティン・ハットソン、ジュリアン・ワダム、ロバート・ホワイトロック、ニコラス・デイ、エリザベス・マッケニー、マルコム・シンクレア、フィリップ・フォックス、ヴィンス・リー、クリフォード・ローズ、マイケル・ジェイストン                                                                                           |
| 第2話 （18）  | 壊れた心 Broken Souls                    | 2008年4月13日  | 1944年10月           | マイケル・チャップリン                      | サイモン・ラングトン       | ニコラス・ウッドソン、グレアム・クラウデン、ダンカン・ベル、フィリーダ・ロウ、ナターシャ・リトル、ジョセフ・マウル、ロジャー・スロマン |
| 第3話 （19）  | 警報解除 All Clear                       | 2008年4月20日  | 1945年5月 （VEデー） | アンソニー・ホロヴィッツ                    | トリストラム・パウエル     | マーク・ベイズリー、ジョン・ラム、ジェイ・ベネディクト、フランシス・グレイ、マーティン・サヴェッジ、ジェイ・シンプソン、ポール・ソーンリー、エリー・ハディントン、フランク・ミルズ、ジョー・モンタナ |
| 第6シリーズ   |                                          |                |                      |                                             |                            | |
| 第1話 （20）  | 帰れぬ祖国 The Russian House             | 2010年4月11日  | 1945年6月            | アンソニー・ホロヴィッツ                    | スチュアート・オーム       | エレノア・ブロン、クリストファー・グッド、ティム・ピゴット=スミス、マーセル・ユーレス、トム・グッドマン=ヒル、マイケル・エルウィン、ディミトリー・ドラニコフ、ロブ・ヘンリー |
| 第2話 （21）  | 差別の構図 Killing Time                  | 2010年4月18日  | 1945年7月            | デヴィッド・ケイン                          | デヴィッド・リチャーズ     | オビ・アビリ、アダム・ジェームズ、アンドリュー・ホーキンス、マックス・ブラウン、ゾーイ・テルフォード、クリストファー・メロウズ、サム・スプルエル、ニール・マコール、ニコラス・ショウ、トレヴァー・ホワイト、ヴィクトリア・レノックス、ニコラス・グリーヴス、ジョセフ・ロング、ニック・ダニング、シャーロット・ライリー、ジョン・シャリアン |
| 第3話 （22）  | 反逆者の沈黙 The Hide                    | 2010年4月25日  | 1945年8月            | アンソニー・ホロヴィッツ                    | スチュアート・オーム       | マックス・ブラウン、ジョージー・グレン、リチャード・グールディング、アナスタシア・ヒル、ウィル・キーン、スティーヴン・ペイシー、ヒュー・ロス、アンドリュー・スコット、マギー・サービス、デヴィッド・イェランド、ドミニク・ジェフコット |
| 第7シリーズ   |                                          |                |                      |                                             |                            | |
| 第1話 （23）  | 新たなる戦い The Eternity Ring           | 2013年3月24日  | 1946年8月            | アンソニー・ホロヴィッツ                    | スチュアート・オーム       | ケン・ボーンズ、スティーヴン・ボクサー、ニコラス・ジョーンズ、ケイト・デュシェーヌ |
| 第2話 （24）  | エヴリン・グリーン The Cage              | 2013年3月31日  | 1946年8月            | デヴィッド・ケイン                          | スチュアート・オーム       | ルパート・ヴァンジッタート、ジョナサン・ハイド |
| 第3話 （25）  | ひまわり Sunflower                       | 2013年4月7日   | 1946年9月            | アンソニー・ホロヴィッツ                    | アンディ・ヘイ             | タムジン・アウスウェイト、ルパート・ヴァンジッタート、ダニエル・ヒル、ラース・アイディンガー |
| 第8シリーズ   |                                          |                |                      |                                             |                            | |
| 第1話 （26）  | ハイキャッスル High Castle               | 2015年1月4日   | 1946年10月           | アンソニー・ホロヴィッツ                    | スチュアート・オーム       | ジョン・マホーニー、ナイジェル・リンゼイ、ジェイミー・ウィンストン、ハーマイオニー・グリフォード、ジョセフ・ドレイク、アマンダ・ローレンス |
| 第2話 （27）  | エルサレムの悲劇 Trespass                | 2015年1月11日  | 1946年11月           | アンソニー・ホロヴィッツ                    | スチュアート・オーム       | リチャード・リンターン、アレクサンダー・アーノルド、アレックス・ジェニングス、フィンバー・リンチ、ジョン・ヘファーナン、マチルダ・ジーグラー、ジョナサン・タフラー |
| 第3話 （28）  | エリーズのために Elise                   | 2015年1月18日  | 1947年1月            | アンソニー・ホロヴィッツ                    | アンディ・ヘイ             | キャサリン・プレス、エマ・フィールディング、トニー・クレイ、レオ・グレゴリー、ダニエル・ピーコック |
| 話数 （通算） | タイトル                                 | 放送日         | 時代設定             | 脚本                                        | 監督                       | ゲスト |

AXNでは各シリーズをシーズンと呼び変え、かつシリーズ4のパート2をシーズン5と呼称している。その後は番号が一つずつずれ、シリーズ5をシーズン6、シリーズ6をシーズン7、シリーズ7をシーズン8と呼び、シリーズ8はファイナル・シーズンと呼んでいる。

## 製作

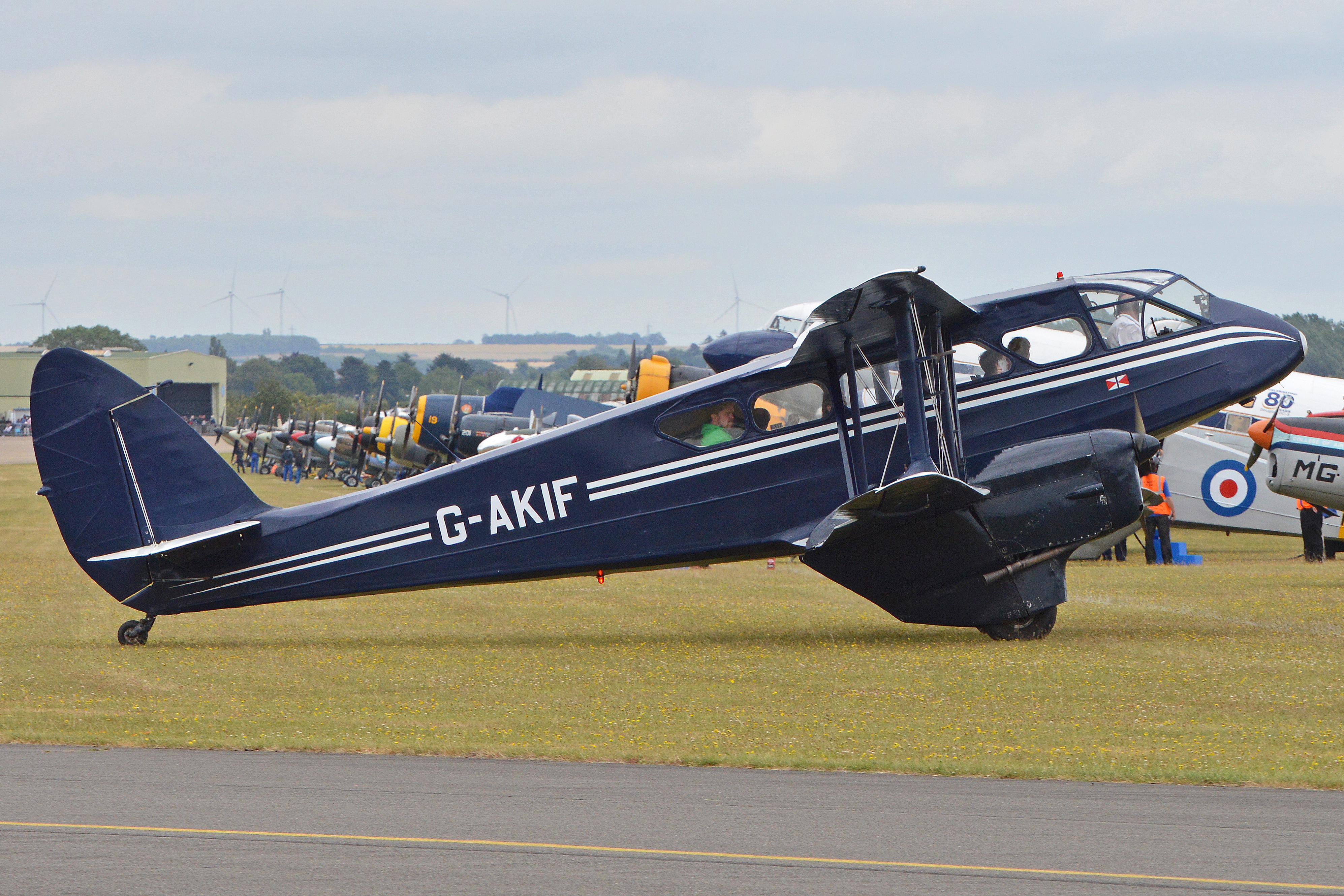
第8シリーズ第3話の撮影で使われたドラゴン・ラピード（G-AKIF）

1987年から長らく続いた『主任警部モース』が2000年に終了し、ITVからの依頼で、作家で脚本家のアンソニー・ホロヴィッツが製作から携わり、2002年から放送されている。
主人公のクリストファー・フォイルの名前の由来は、新聞記事や第1シリーズのDVDセットに付いたインタビューでアンソニー・ホロヴィッツが語ったところによると、1940年代前半を思わせる名前を探していたところ、ロンドンのチャリング・クロスにある老舗書店フォイルズを思い出し、同店の女性オーナー、クリスティーナ・フォイルの名を男性名のクリストファーとすることにしたという。
1999年にクリスティーナ・フォイルが亡くなり、彼女の甥が経営を引き継いだが、偶然にもその名がクリストファー・フォイルで、その縁で第4シリーズ第2話にカメオ出演を果たした。
エピソードはほぼ1話完結の形を取っている。時折、フォイルの息子でイギリス空軍の戦闘機パイロット・アンドリュー（ジュリアン・オヴェンデン）や、その他のカメオ出演者たちとの絡みがエピソードをまたいで描かれる。
1話は約90分から100分で、コマーシャルと含めるとITVの2時間枠にちょうど収まる長さである。アメリカ・PBSでの放送枠は90分であるため、長さが100分に近い第1シリーズから第3シリーズは短縮されて放送された。
第5シリーズ終了後、ディレクター（当時）のサイモン・シャップスが次期シリーズの製作中止を突如発表した。ホロヴィッツは1943年から1944年を舞台に書き進めていた次の脚本の執筆を取りやめることになり、エピソードに9か月から1年の空白の期間が出来てしまった。戦争終結の知らせが入る最終話"All Clear"の放送日が2008年4月中になることが仮決定した。同年4月9日、ITVはホロヴィッツとグリーンリット・プロダクションの対談の中で「シリーズが復活し、フォイルの冒険はVEデー（5月8日）を過ぎても続く」ことを発表。4月13日に放送された第2話の視聴率が28%という高い値を記録したことが後押しになったのだろうとメディアは報じている。その後発表された最終話の視聴率も28%（約730万人）と高く、ITVが設けたホロヴィッツとグリーンリットとの話し合いの場でも「継続」という結果がすぐに出て、第6シリーズの全3話の製作が決まったという。
第6シリーズは2009年2月に撮影が始まり、2010年4月11日に第1話が放送された。
第7シリーズは2012年8月下旬から2012年12月まで、アイルランドとロンドンで撮影が行われ、2013年3月・4月に放送された。
2013年11月20日、第8シリーズの2時間のエピソード3話を製作すること、2014年12月11日に放送日が2015年1月4日であることが発表された。
2015年1月12日、製作費がかかりすぎることを理由に、同年1月放送の第8シリーズをもって終了することを発表。今後はオリジナルドラマを製作する予定であるという。

## 受賞
2002年、英国アカデミー賞テレビ部門のプロダクション・デザイン賞にノミネートされた。2003年、同賞の最優秀ドラマシリーズ部門にノミネートされた。

## 海外放送
- 2009年、ユニバーサルチャンネルの有料サービスDStvでアフリカで放送が開始した[19]。
- アメリカでは、PBSで放送されている[20]。